# Zákon o nabývání a pozbývání československého státního občanství
Zákon o nabývání a pozbývání československého státního občanství byl zákon přijatý Národním shromážděním republiky československé dne 13. července 1949 a upravoval nabývání a pozbývání československého státního občanství. Tímto zákonem byl zrušen zákon o nabývání a pozbývání československého státního občanství sňatkem a řada dřívějších zákonů o státním občanství.
Zákon byl změněn zákony č. 72/1958 Sb., 165/1968 Sb., 39/1969 Sb. a 88/1990 Sb.